# Griechische Eishockeyliga 1991
Die Saison 1991 war die dritte Spielzeit der griechischen Eishockeyliga, der höchsten griechischen Eishockeyspielklasse. Meister wurde zum insgesamt dritten Mal in der Vereinsgeschichte Aris Saloniki.